# Pampus (chenal)
Pour les articles homonymes, voir Pampus.
Le Pampus est un chenal reliant Amsterdam à l'IJsselmeer, aux Pays-Bas.
Son nom fait référence à un ancien mot qui ne figure plus dans la langue néerlandaise actuelle et qui signifiait « pâte épaisse », (proche du mot allemand Pampe), ce qui indique la consistance molle du haut-fond. Les recherches géomorphologiques montrent que le Pampus n'était à l'origine pas une berge (et certainement pas un banc de sable) mais un canal fluvial, plus tard un canal de navigation, qui s'est transformé en un haut-fond gênant la navigation.

## Description et historique
Étroit et peu profond mais situé devant l'embouchure de l'IJ, le Pampus permettait aux navires de commerce d'accéder à Amsterdam depuis le Zuiderzee et la mer du Nord.
Toutefois, le chenal s'est peu à peu envasé, rendant la navigation difficile. Au XVIIIe siècle, les bateaux de la Compagnie néerlandaise des Indes orientales, lourdement chargés au retour des colonies, ne pouvaient parfois plus passer le chenal ou alors très difficilement, et devaient attendre qu'un bateau à fond plat soit halé à marée haute par des hommes, des chevaux ou à l'aide d'élévateurs.
Pour préserver l'activité maritime et commerciale d'Amsterdam, le canal de la Mer du Nord, reliant la ville à la mer du Nord a été percé entre 1865 et 1876 en prolongeant l'IJ et en le réduisant en largeur,.

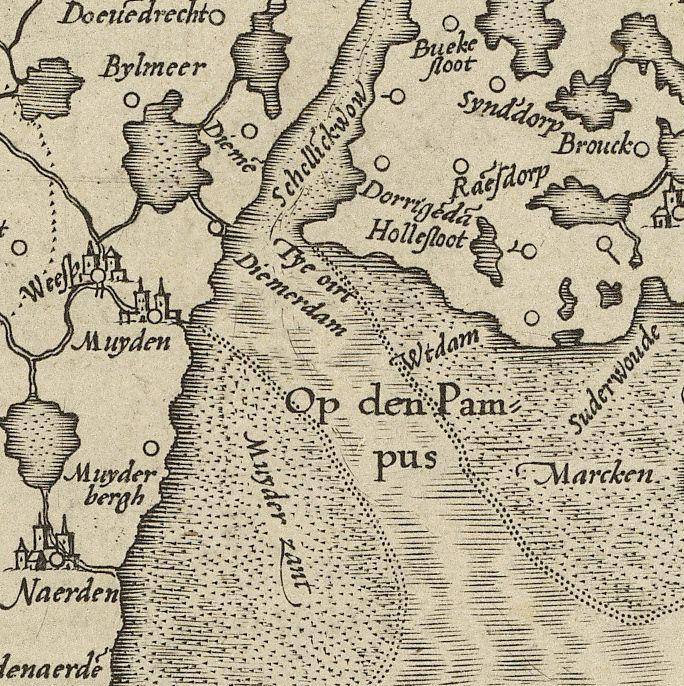
détail d'une carte de 1628 (nord à droite).
Carte de la région d'Amsterdam en 1850.
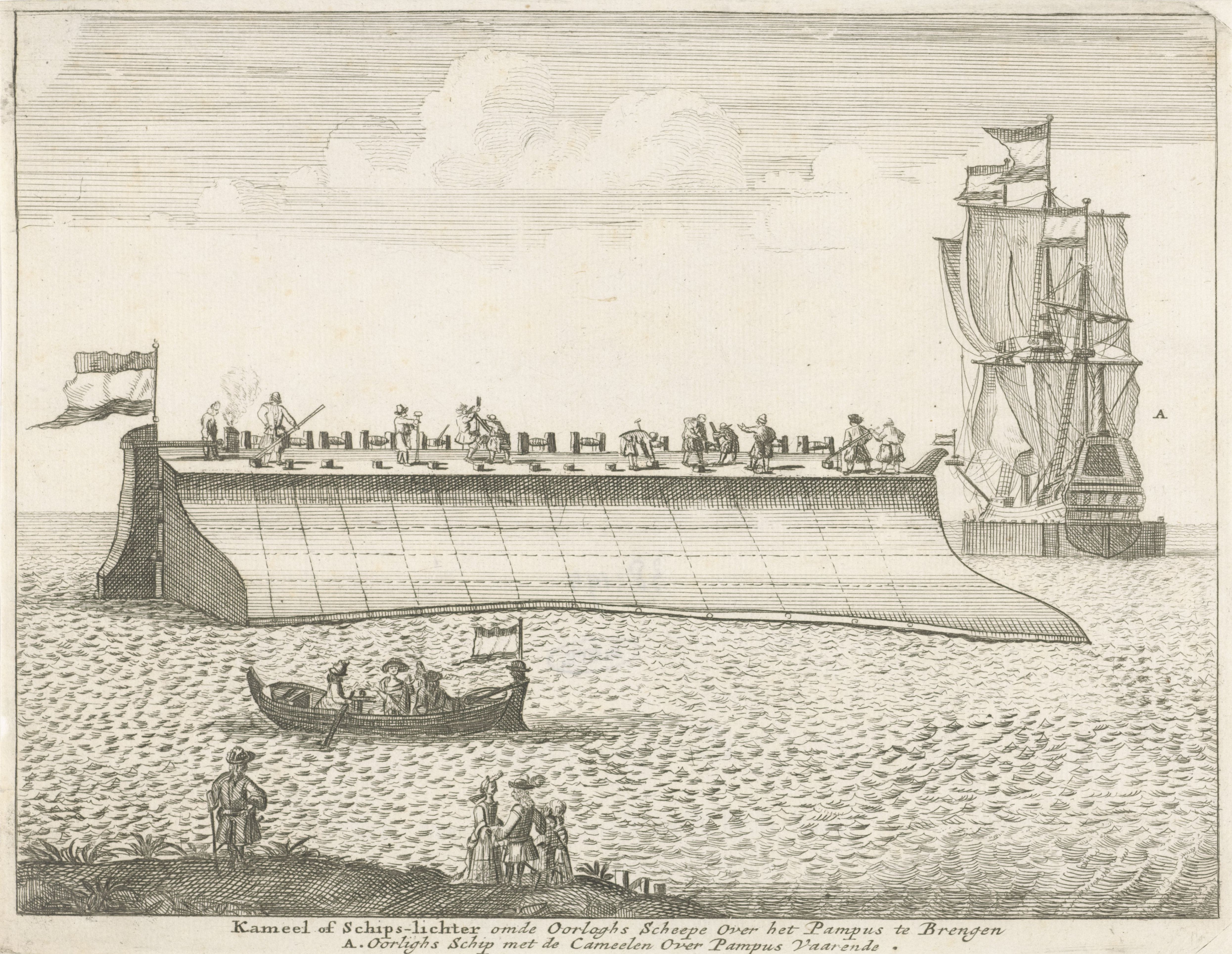
Transfert de marchandises vers un bateau plus léger.
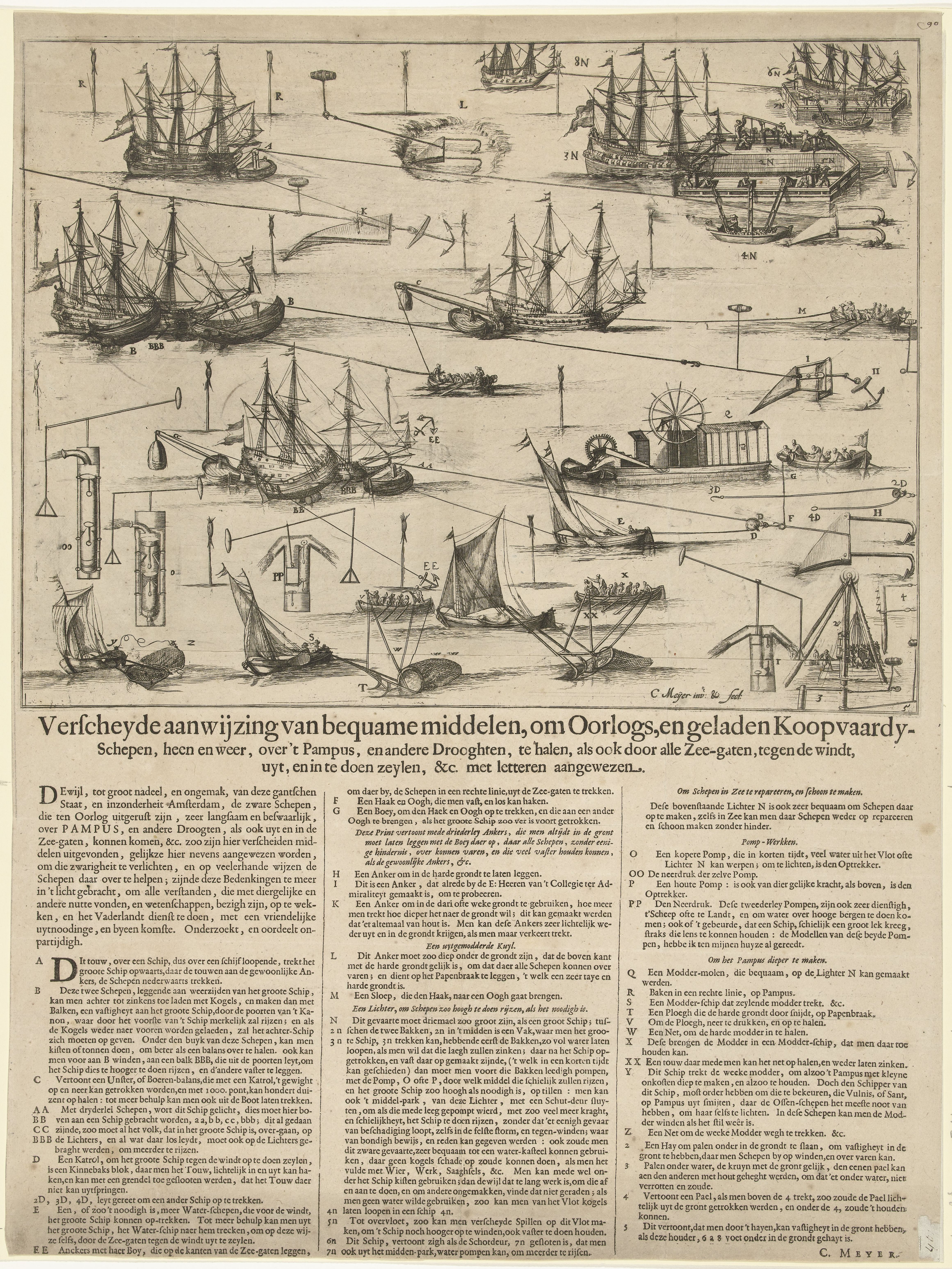
Ce haut-fond a toujours été une nuisance pour les armateurs, mais une bonne source de revenus pour les bateliers côtiers équipés de petites embarcations.

## Île
Une île artificielle abritant un fort, faisant partie de la ligne de défense d'Amsterdam, a été construit sur le chenal à la fin du XIXe siècle.